# Verbove
Verbove (Oekraïens: Вербове) is een dorp in Oekraïne gelegen in de Oblast Zaporizja. Een kleine rivier, de Verbova, stroomt noordwestwaarts door het dorp en verder naar Orikhiv, waar deze uitmondt in de Konka. Het dorp had in 2001 in totaal 1246 inwoners.

## Geschiedenis
Het dorp Verbove werd in 1790 gesticht door immigranten uit de regio Poltava.
Tijdens de Holodomor stierven minstens 269 inwoners van het dorp in de jaren 1932-1933. Verbove werd begin oktober 1941 ingenomen door de Duitse Wehrmacht tijdens hun opmars door Oekraïne en medio september 1943 werd het dorp weer bevrijd door het Rode Leger tijdens hun opmars naar de Dnjepr. Op 30 maart 2018 werd de dorpsraad van Verbove, in het kader van de decentralisatie, samengevoegd met de stadsgemeenschap van Pology.

### Russische invasie van Oekraïne sinds 2022
Eind februari 2022 werd het dorp bezet door Russische troepen als gevolg van een grootschalige Russische invasie van Oekraïne. In het kader van het Oekraïens tegenoffensief in de zomer van 2023 volgde een langzame opmars van het Oekraïense Leger op de door Rusland zwaar verdedigde as Robotyne-Verbove. Op 30 augustus 2023 bereikten voor het eerst Oekraïense verkenningseenheden de noordwestelijk omgeving van Verbove. Pas op 21 september werden Oekraïense gepantserde voertuigen westelijk van Verbove gesignaleerd.